# Unterseeboot U-50 (1915)
Pour les autres navires du même nom, voir Unterseeboot 50.
L'Unterseeboot U-50 est l’un des 329 sous-marins de la Kaiserliche Marine pendant la Première Guerre mondiale. Il a pris part à la première bataille de l'Atlantique.
L'U-50 est surtout connu pour avoir coulé le Laconia, un ancien croiseur auxiliaire (navire marchand armé) qui était revenu à son service normal de navire à passagers, tuant deux Américains, avant que les États-Unis n’entrent en guerre. Le Laconia a été le 15e plus grand navire détruit par un sous-marin pendant la guerre.

## Affectations
- IIIe flottille : du 4 juillet 1916 au 31 août 1917.

## Commandants
- Kapitänleutnant Gerhard Berger[4] : du 4 juillet 1916 au 31 août 1917.

## Navires coulés
| Date             | Nom             | Nationalité | Tonnage | Destin. |
| ---------------- | --------------- | ----------- | ------- | ------- |
| 10 novembre 1916 | Bogota          | Royaume-Uni | 4577    | Coulé   |
| 11 novembre 1916 | Løkken          | Norvège     | 1954    | Coulé   |
| 11 novembre 1916 | Morazan         | Royaume-Uni | 3486    | Coulé   |
| 11 novembre 1916 | Sarah Radcliffe | Royaume-Uni | 3333    | Coulé   |
| 12 novembre 1916 | San Giovanni    | Italie      | 1315    | Coulé   |
| 12 novembre 1916 | Stylinai Bebis  | Grèce       | 3603    | Coulé   |
| 12 novembre 1916 | Ioannis         | Grèce       | 3828    | Coulé   |
| 13 novembre 1916 | Lela            | Italie      | 2987    | Coulé   |
| 14 novembre 1916 | Hatsuse         | Royaume-Uni | 282     | Coulé   |
| 18 février 1917  | Jean Pierre     | France      | 449     | Coulé   |
| 22 février 1917  | Blenheim        | Norvège     | 1144    | Coulé   |
| 24 février 1917  | Falcon          | Royaume-Uni | 2244    | Coulé   |
| 25 février 1917  | Aries           | Royaume-Uni | 3071    | Coulé   |
| 25 février 1917  | Huntsman        | Royaume-Uni | 7460    | Coulé   |
| 25 février 1917  | Laconia         | Royaume-Uni | 18099   | Coulé   |
| 11 avril 1917    | Sarvsfos        | Norvège     | 1462    | Coulé   |
| 19 avril 1917    | Avocet          | Royaume-Uni | 1219    | Coulé   |
| 20 avril 1917    | Emma            | Royaume-Uni | 2520    | Coulé   |
| 21 avril 1917    | Diadem          | Royaume-Uni | 4307    | Coulé   |
| 23 avril 1917    | 'Dykland        | Royaume-Uni | 4291    | Coulé   |
| 23 avril 1917    | Oswald          | Royaume-Uni | 5185    | Coulé   |
| 25 avril 1917    | Swanmore        | Royaume-Uni | 6373    | Coulé   |
| 7 juin 1917      | Yuba            | Norvège     | 1458    | Coulé   |
| 11 juin 1917     | Sigrun          | Norvège     | 2538    | Coulé   |
| 16 juin 1917     | Carrie Hervey   | Royaume-Uni | 111     | Coulé   |
| 21 juin 1917     | Ortona          | Royaume-Uni | 5524    | Coulé   |
| 26 juin 1917     | Vonin           | Danemark    | 104     | Coulé   |